# Cuítiva (ort)
Cuítiva är en ort i Colombia.   Den ligger i departementet Boyacá, i den centrala delen av landet, 160 km nordost om huvudstaden Bogotá. Cuítiva ligger 2 725 meter över havet och antalet invånare är 233.
Terrängen runt Cuítiva är huvudsakligen kuperad, men åt sydost är den platt. Runt Cuítiva är det ganska glesbefolkat, med 48 invånare per kvadratkilometer. Närmaste större samhälle är Sogamoso, 15,3 km norr om Cuítiva. Trakten runt Cuítiva består i huvudsak av gräsmarker.